# Adria Arjona
Pour les articles homonymes, voir Arjona (homonymie).
Adria Arjona, née le 25 avril 1992 à Porto Rico, est une actrice guatémaltèco-américaine.

## Biographie
Son père, Ricardo Arjona, est un musicien très célèbre du Guatemala. À l'âge de 12 ans, la famille déménage à Miami. À l'âge de 18 ans, elle déménage à New York.

## Filmographie

### Cinéma

#### Longs métrages
- 2016 : The Belko Experiment de Greg McLean : Leandra Florez
- 2018 : Pacific Rim Uprising de Steven S. DeKnight : Jules Reyes
- 2018 : La Reine de la fête (Life of the Party) de Ben Falcone : Amanda
- 2019 : Triple frontière (Triple Frontier) de J. C. Chandor : Yovanna
- 2019 : Six Underground de Michael Bay : Cinq / Amelia / La médecin
- 2019 : Cuban Network d'Olivier Assayas
- 2021 : Sweet Girl de Brian Andrew Mendoza : Amanda Cooper
- 2022 : Morbius de Daniel Espinosa : Martine Bancroft
- 2022 : Father of the Bride de Gary Alazraki : Sofia Herrera
- 2023 : The Absence of Eden de Marco Perego : Yadira
- 2023 : Hit Man de Richard Linklater : Madison "Maddy" Figueroa Masters
- 2024 : Blink Twice de Zoë Kravitz ː Sarah
- 2024 : Los Frikis de Tyler Nilson et Michael Schwartz : Maria
- 2025 : Libre échange (Splitsville) de Michael Angelo Covino : Ashley

### Télévision

#### Séries télévisées
- 2014 : Unforgettable : Suzy Houchen
- 2014 : Person of Interest : Dani Silva
- 2015 : True Detective : Emily (6 épisodes)
- 2015 : Narcos : Helena
- 2016 : Emerald City : Dorothy Gale
- 2019 : Good Omens : Anathème Bidule (Anathema Device)
- 2020 : Monsterland : la sirène
- 2022 : Irma Vep : Laurie
- 2022-2025 : Andor : Bix Caleen

## Voix francophones
En France
| - Claire Morin dans : - Unforgettable (série télévisée) - Person of Interest (série télévisée) - Sweet Girl - Morbius - Andor (série télévisée) - Father of the Bride - Blink Twice - Vanessa Van-Geneugden dans (les séries télévisées) : - True Detective - Emerald City | - Alexandra Garijo dans : - Triple frontière - Six Underground Et aussi - Audrey Sourdive dans The Belko Experiment - Déborah Claude dans Mère incontrôlable à la fac - Julie Cavanna dans Pacific Rim: Uprising - Elisabeth Ventura dans Good Omens (série télévisée) - Emmylou Homs dans Irma Vep (mini-série) |